# Journal of Biological Chemistry
Journal of Biological Chemistry je nedeljni recenzirani naučni časopis koji je osnovan 1905. Od 1925, časopis objavljuje Američko društvo za biohemiju i molekularnu biologiju. Časopis pokriva istraživanja u oblastima biohemije i molekularne biologije. Glavni urednik je Lila Gieraš. Svi članci su slobodno dostupni nakon jedne godine od objavljivanja. Štampani članci su slobodno dostupni onlajn neposredno nakon prihvatanja.
Godine 2014. impaktni faktor časopisa je bio 4,573.

## Spoljašnje veze
- Zvanični veb-sajt